# Traminda anandaria
Traminda anandaria là một loài bướm đêm trong họ Geometridae.